# Jangkok
Jangkok (indonesisch sungai Jangkok oder kali Jangkok) ist ein 47 km langer Fluss auf der indonesischen Insel Lombok.
Der Jangkok entspringt an der Südseite des 3726 m hohen Vulkans Rinjani in etwa 1600 m Höhe ü. d. M. und hat einen Einzugsbereich von 170 km². Am Oberlauf des Jangkoks dehnt sich dichter Urwald aus. Von hier aus fließt der Jangkok nach Südwesten, vorbei am Pura Lingsar, einem der wichtigsten Hindutempel der Insel. Damit ist ein dicht besiedeltes Gebiet in der Mitte der Insel erreicht, wo das Wasser des Jangkoks zur Bewässerung zahlreicher Reisfelder genutzt wird. Dann wendet sich der Fluss nach Westen, fließt durch das Stadtgebiet von Mataram, der Hauptstadt von Lombok, und mündet im Gebiet von Ampenan, des Vorhafens von Mataram, in die Lombokstraße.